# 布爾漢布爾縣
布爾漢布爾縣是印度的一個縣，位於該國中部，由中央邦負責管轄，面積4,573平方公里，識字率為65.28%，2011年人口756,993，人口密度每平方公里166人。

## 外部連結
- Burhanpur District
- （页面存档备份，存于） List of places in Burhanpur

21°18′36″N 76°13′48″E / 21.31000°N 76.23000°E